# NGC 2056
NGC 2056是山案座大麦哲伦星云中的一個疏散星团。1834年12月23日，天文学家約翰·弗里德里希·威廉·赫歇爾通過48厘米的望远镜发现了该天體。